# قسم هتلر
يشير مصطلح «قسم هتلر» (بالألمانية: Führereid or Eid auf den Führer) - يشار إليه أيضًا باللغة الإنجليزية باسم «قسم الجندي أو قسم الجنديين»  - وغالبًا ما يشار إليه باسم «قسم الجندي أو اليمين»  - يشير إلى قسم الولاء اليمين الدستورية لضباط وجنود القوات المسلحة الألمانية والموظفين المدنيين في ألمانيا النازية بين عامي 1934 و1945. تعهد اليمين بالولاء الشخصي لأدولف هتلر بدلاً من الولاء دستور البلاد.

## خلفية
في اليوم السابق لوفاة الرئيس بول فون هيندنبورغ في 2 أغسطس 1934، سنت حكومة هتلر قانونًا يجمع بين مكتب المستشار (رئيس الحكومة) والرئيس (رئيس الدولة)؛ يُعرف أدولف هتلر من الآن فصاعداً باسم Führer und Reichskanzler (القائد والمستشار) وكان رئيس الدولة والقائد الأعلى للقوات المسلحة. في يوم وفاة هيندنبورغ، أمر مجلس الوزراء بإجراء استفتاء يوم 19 أغسطس على الشعب الألماني للموافقة على مزيج من المكتبين.
على الرغم من أن الرأي السائد هو أن هتلر قام بصياغة اليمين بنفسه وفرضها على الجيش، إلا أن القسم كان بمبادرة من وزير الدفاع الجنرال فيرنر فون بلومبرج والجنرال فالتر فون ريتشيناو، رئيس المكتب الوزاري. في الواقع، فوجئ هتلر بالقسم. قبل تولي هتلر منصبه، أقسم الجيش الرايخويريد على الدستور والرئيس الألماني. كانت نية بلومبرج ورايشناو في أداء اليمين العسكرية لهتلر هي إنشاء رابط خاص بينه وبين الجيش، والذي كان يهدف إلى ربط هتلر بإحكام أكثر مع الجيش وبعيدًا عن النازية.
ذهب الناخبون الألمان إلى صناديق الاقتراع، وصوت 89.9 ٪ منهم بالموافقة لهتلر على تولي السلطة الكاملة على ألمانيا. في اليوم التالي، 20 آب (أغسطس) 1934، أصدر مجلس الوزراء مرسومًا بشأن «قانون مزاعم موظفي الخدمة المدنية وجنود القوات المسلحة»، الذي حل محل اليمين الأصلية. قبل المرسوم، كان كل من أفراد القوات المسلحة وموظفي الخدمة المدنية قد أقسمو الولاء لـ «الشعب والأرض» (Volk und Vaterland)؛ وقد أدى الموظفون المدنيون اليمين الدستورية لدعم الدستور وقوانين ألمانيا. مرسوم القانون الجديد أنه بدلا من ذلك، فإن كل من أفراد القوات المسلحة وموظفي الخدمة المدنية اليمين الدستورية لهتلر شخصيا.

## نص اليمين

### يمين الرابخوبهر
من عام 1919 حتى عام 1935، كانت القوات المسلحة لجمهورية فايمار تسمى الرايخويهر («عالم الدفاع»)، الذي كان له صيغة اليمين التالية من 14 أغسطس 1919 حتى 1 ديسمبر 1933:
"Ich schwöre Treue der Reichsverfassung und gelobe,
daß ich als tapferer Soldat das Deutsche Reich und seine gesetzmäßigen Einrichtungen jederzeit schützen,
dem Reichspräsidenten und meinen Vorgesetzten Gehorsam leisten will.
"أقسم بالولاء لدستور الرايخ، وأتعهد، كجندي شجاع، بأن أحمي الرايخ الألماني ومؤسساته الشرعية في جميع الأوقات، وأن أطيع رئيس الرايخ ورؤسائي."
في يناير 1933، تم تعيين أدولف هتلر مستشار ألمانيا، وتم تفعيل قانون التمكين وجلايش شالتونج. ونتيجة لذلك، تم اعتماد صياغة جديدة في 2 ديسمبر 1933:
"
"Ich schwöre bei Gott diesen heiligen Eid,
daß ich meinem Volk und Vaterland allzeit treu und redlich dienen
und als tapferer und gehorsamer Soldat bereit sein will,
jederzeit für diesen Eid mein Leben einzusetzen."
"أقسم بالله هذا القسم المقدس بأنني سأخدم شعبي ووطني دائمًا بإخلاص وصدق، وباعتباري جنديًا شجاعًا ومطيعًا، سأكون مستعدًا للتضحية بحياتي في أي وقت من أجل هذا القسم".

### قسم الفيرماخت

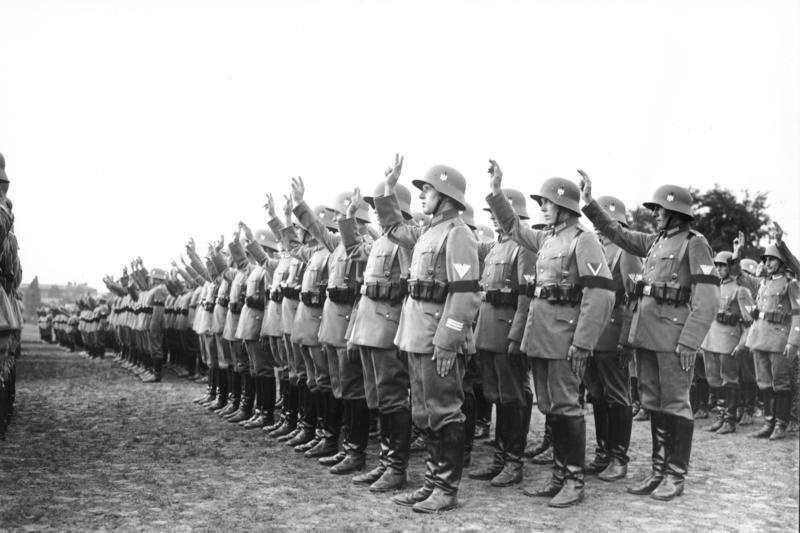
قام جنود الرايخويهر بأداء اليمين الدستورية لهتلر في عام 1934، بأيدي مرفوعة في لفتة شفورهاند التقليدية

Die Vereidigung der Wehrmacht auf Adolf Hitler، 2.8.1934
"Ich schwöre bei Gott diesen heiligen Eid,
daß ich dem Führer des Deutschen Reiches und Volkes
Adolf Hitler, dem Oberbefehlshaber der Wehrmacht,
unbedingten Gehorsam leisten und als tapferer Soldat bereit sein will,
jederzeit für diesen Eid mein Leben einzusetzen."
قسم الفيرماخت يمين الولاء لأدولف هتلر، 2 أغسطس 1934
"أقسم بالله هذا القسم المقدس، أن أُقدّم طاعةً غير مشروطة لقائد الرايخ الألماني وشعبه، أدولف هتلر، القائد الأعلى للفيرماخت، وأنني، كجندي شجاع، مستعدٌّ للتضحية بحياتي في أي وقتٍ من أجل هذا القسم."

### اليمين المدنية
Diensteid der öffentlichen Beamten
"Ich schwöre: Ich werde dem Führer des Deutschen Reiches und Volkes
Adolf Hitler treu und gehorsam sein, die Gesetze beachten,
und meine Amtspflichten gewissenhaft erfüllen, so wahr mir Gott helfe."
"أقسم أن أكون مخلصًا ومطيعًا لقائد الرايخ الألماني والشعب، أدولف هتلر، وأن ألتزم بالقوانين، وأن أؤدي واجباتي الرسمية بأمانة، فليعينني الله."
ثم غنى المثيرون كلا من أغنية الألمان آلس والنشيد النازي هورست فيسل ليد. 

## شخصيات عامة رفضت أداء اليمين
وبحسب ما ورد زعم آلاف الضباط العسكريين أنهم تمارضو (تظاهرو بالمرض) لتجنب أداء القسم، لكنهم أُرغموا على ذلك بعد العودة إلى الخدمة. بعض الذين رفضوا القيام بذلك:
- كارل بارث (عالم لاهوت سويسري)
- مارتن غوغر (قاض تحت المراقبة كمدعي عام في فوبرتال)؛ النتائج: التقاعد القسري لمنصبه كمدعي عام
- فرانز جاغرشتاتر (المستنكف الضميري النمساوي)؛ النتائج: اداه في عام 1943؛
- جوزيف ماير-نوسر (من بوزن)، بعد استدعائه للخدمة في فافن-إس إس؛ النتائج: عقوبة الإعدام، توفي في الطريق إلى معسكر الاعتقال داكاو
- جوزيف روف («الأخ Maurus» من Christkönigsgesellschaft (rel.))، النتائج: عقوبة الإعدام
- فرانز راينيش (Pallottines padre من النمسا)، بعد استدعاء للخدمة في فيرماخت الألمانية؛ النتائج: الإعدام بقطع الرأس في عام 1942